# Административное здание конторы «Заготзерно»
Административное здание конторы «Заготзерно» — ростовский памятник градостроительства и архитектуры. Расположено в Ленинском районе города на Буденновском проспекте. Построено в начале XX века, но в 40-е годы было разрушено, однако сохранившийся фасад позволил перестроить его в 1949 году по проекту архитектора В. В. Леонтьева. В здании находилась контора «Заготзерно». С 1998 года зданию присвоен статус объекта культурного наследия России регионального значения.